# Operatie Cartoon
Operatie Cartoon was een Britse commando-operatie op eiland Stord in de buurt van Leirvik tijdens de Tweede Wereldoorlog. De operatie werd uitgevoerd in de nacht van 23 en 24 januari 1943. Aan de operatie namen 53 Britse en 10 Noorse commando's deel. Het doel was het vernietigen van een pyrietmijn op het eiland.
De commando's werden over zee vervoerd met zeven Noorse Motor Torpedo Boats (MTB). Een helft landde op Sagvåg en viel de Duitse posities aan. De andere helft landde aan de andere kant van de baai en bracht de explosieven aan in de pyrietmijn die bijna vier kilometer landinwaarts lag. De mijn werd voor een jaar uitgeschakeld. Daarnaast legden de MTB's mijnen in de haven van Leirvik en brachten ze een Duits koopvaardijschip tot zinken. Verder werden drie Duitse krijgsgevangenen gemaakt en werden belangrijke documenten en voorraden buitgemaakt. Één commando sneuvelde en twee commando's en acht matrozen raakten gewond.